# 丸太町通

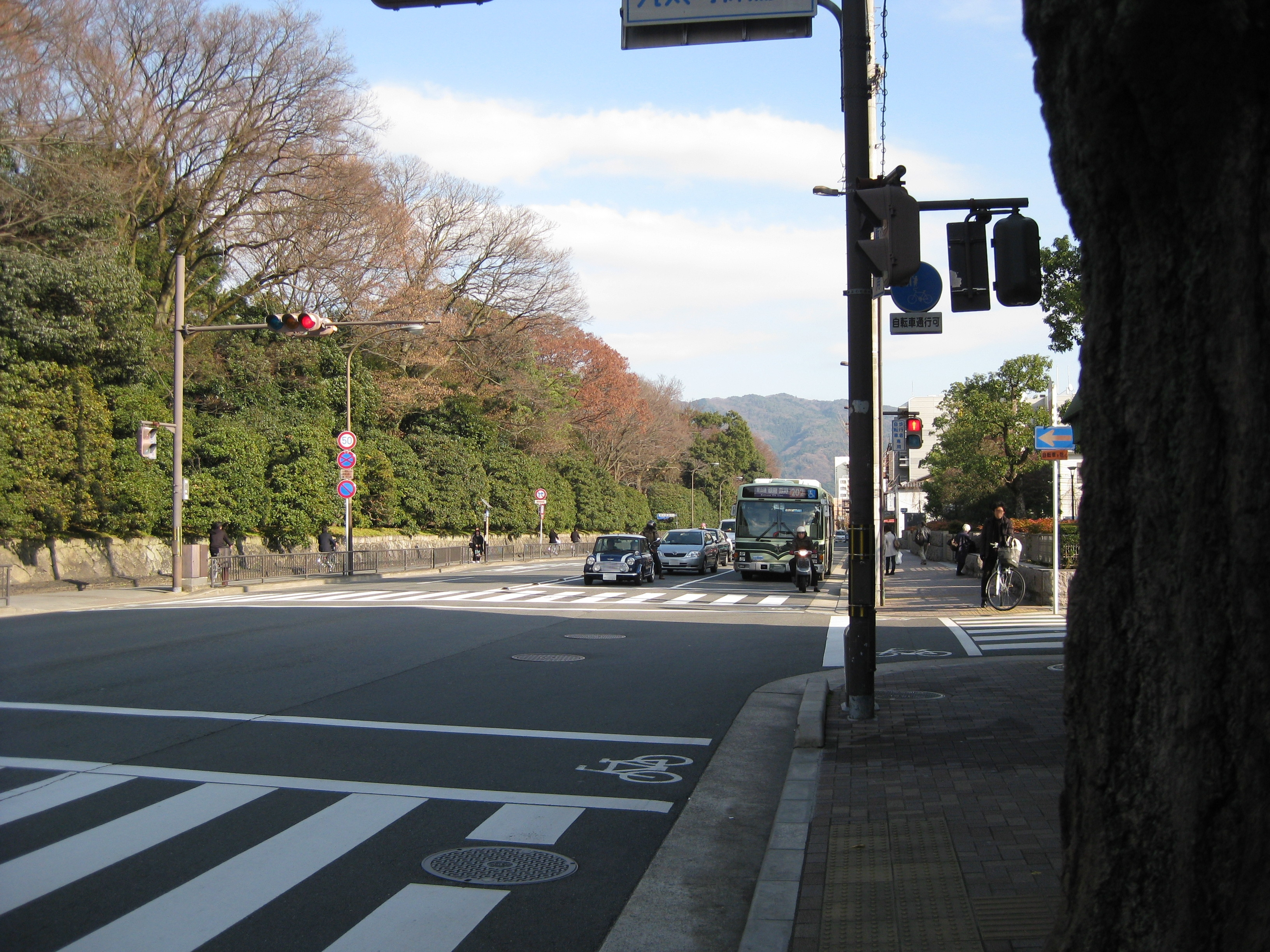
丸太町通（柳馬場通との交差点から東方向を望む）。北側（画面左）は京都御苑

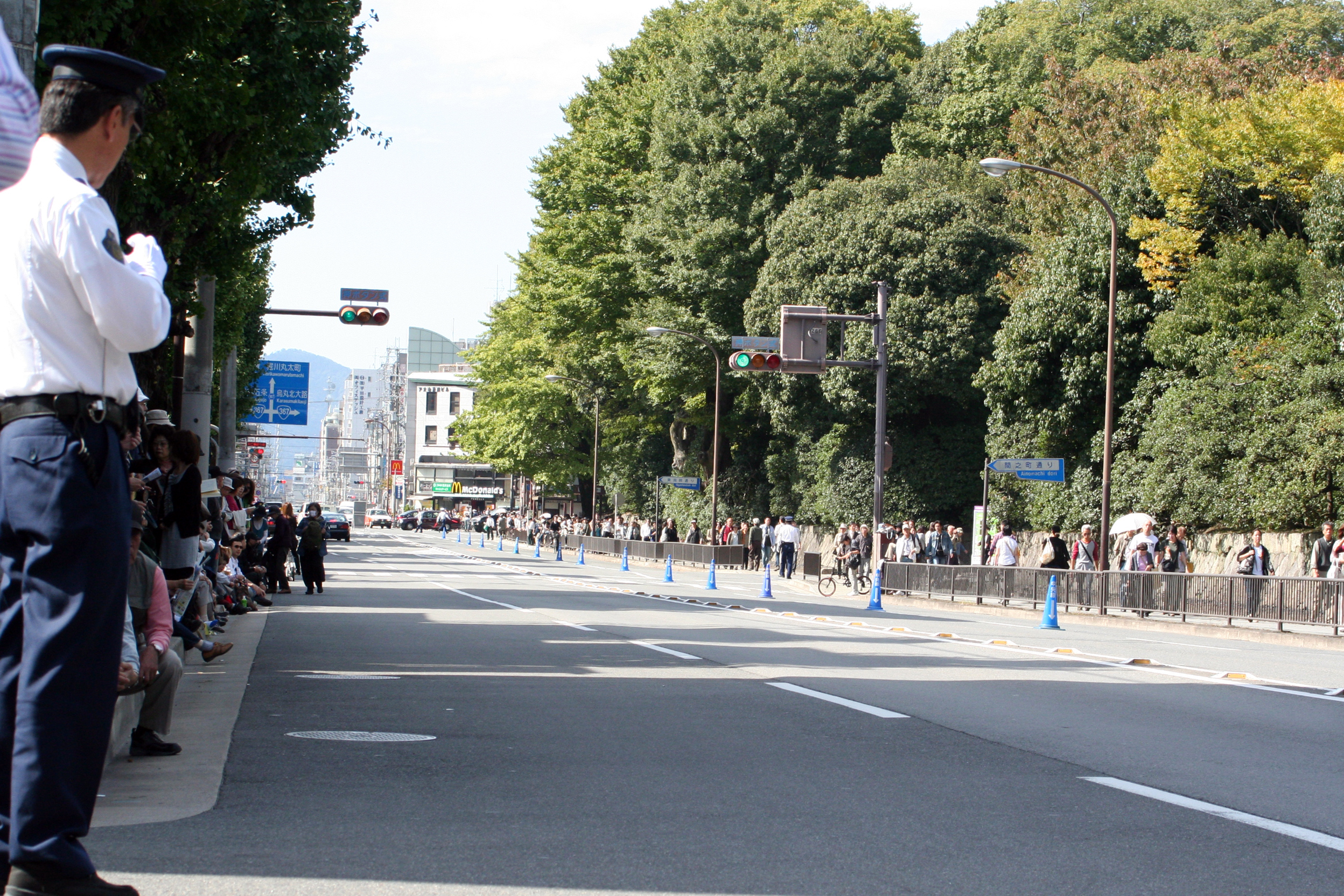
丸太町通(京都御苑堺町御門付近から西側を撮影)

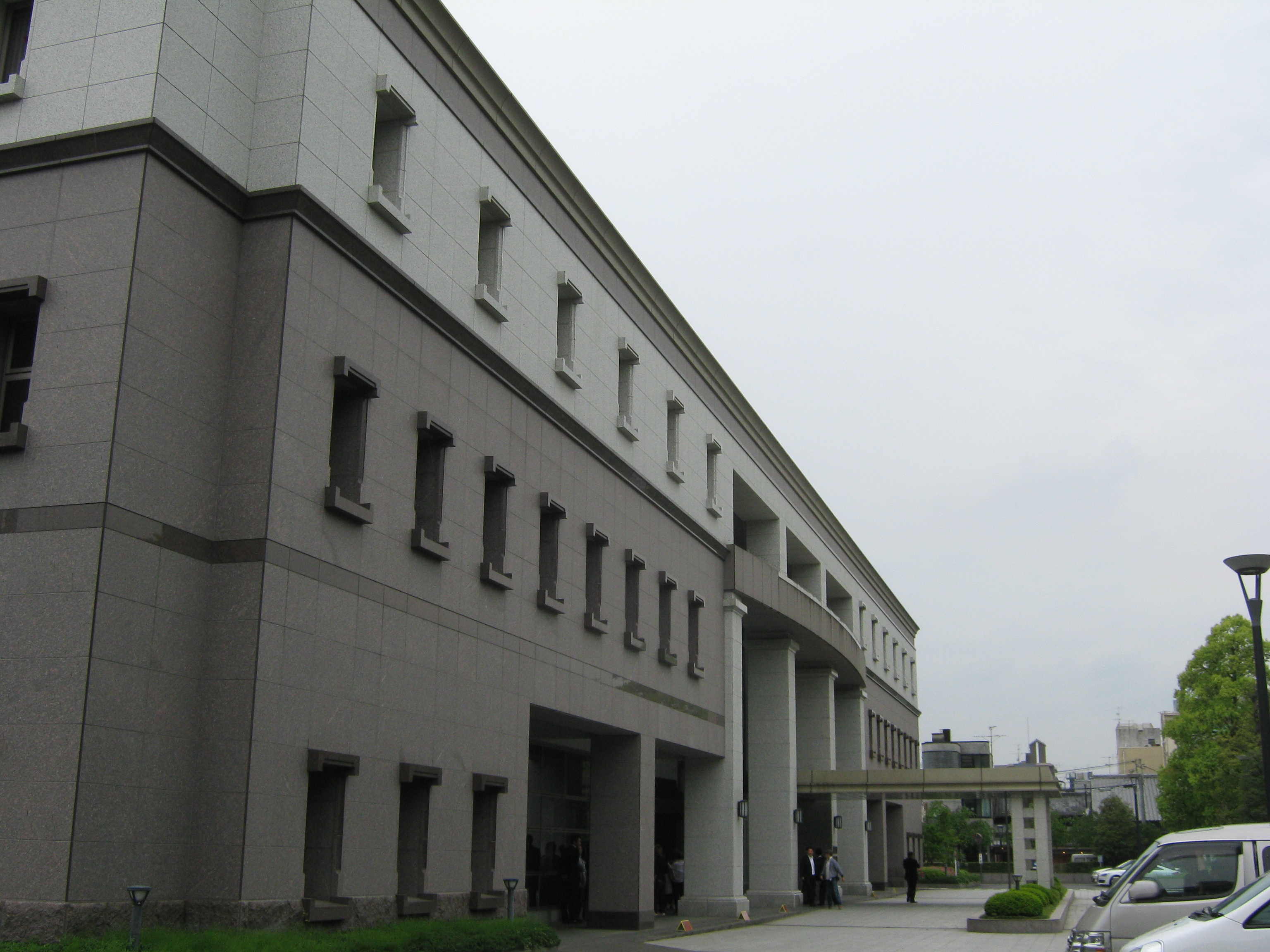
京都地裁、京都市中京区

丸太町通（まるたまちどおり）は、京都市の主要な東西の通りの一つである。

## 概要
平安京の春日小路に当たるが、円町交差点付近では北向きに振れて、平安京の中御門大路に当たる。この通り沿いの西堀川に材木商が多かったため、丸太町通の名がついたといわれている。江戸時代の地図を見ると｢丸田町通｣と表記されていることもある。1708年の宝永の大火の後、公家町が丸太町通に接する範囲まで拡張されたため、現代では京都御苑の南端が丸太町通となっている。
東は鹿ヶ谷通から西は右京区嵯峨釈迦堂大門町まで延びており、全長は約8.5km。全区間京都市道187号鹿ヶ谷嵐山線として、4車線の供用および歩道が整備されている。今出川通と同様に4車線ギリギリの幅員しかなく、右折レーンのない主要交差点も多いことから朝・夕のラッシュ時には渋滞が頻繁に起こる。
丸太町松屋町から丸太町智恵光院の間で斜行している部分は、明治時代末の京都市三大事業により拡幅された部分にあたる。このとき、千本通・東大路通間が拡幅され、京都市電丸太町線の敷設と鴨川架橋も軌道併用橋に架け替えられた。その後、大正末年から昭和初年にかけての京都市区改正設計に基づく事業により、白川通・西大路通間が拡幅された。
その後長らく、西端は中京区の円町交差点までであったが、1966年に西ノ京円町から妙心寺前交差点まで西に延伸、1970年にはさらに右京区嵯峨釈迦堂大門町まで延伸した。おおむね、この延伸区間は新丸太町通とも呼ばれる。

## 沿道の主な施設・旧跡
東から。「上ル」「下ル」は交差する通りを北、または南へ入ることを示し、丸太町通に面していない。
- 岡崎神社 - 白川通西入または岡崎道東入
- 左京税務署 - 熊野神社前交差点（東山丸太町）東入
- 大阪国税不服審判所京都支所 - 熊野神社前交差点（東山丸太町）東入
- 京都市武道センター - 桜馬場通下ル
- 熊野神社 - 東大路通北西角
- 京阪電気鉄道 - 神宮丸太町駅
- 丸太町橋（鴨川）
- 京都御苑および京都御所 - 寺町通から烏丸通
- 京都地方裁判所 - 富小路通から柳馬場通
- 京都市営地下鉄烏丸線 - 丸太町駅
- 大極殿跡 - 千本通上ル西入
- 京都アスニー - 七本松通北西角
  - 京都市中央図書館
  - 生涯学習センター
  - 京都市平安京創生館
- 京都予防医学センター - 下ノ森通北西角
- 山陰本線（嵯峨野線） - 円町駅 - 花園駅 - 嵯峨嵐山駅
- 法金剛院
- 京福電気鉄道北野線常盤駅
- 京都府立嵯峨野高等学校
- 京都栄養医療専門学校 - 長辻通南東角

## 路線情報

### 路線名
丸太町通の全区間が、主要地方道である京都市道187号鹿ヶ谷嵐山線となっている。

### 交差する道路
- 交差する道路の特記がないものは主要地方道を除く市道。

| 交差する道路 北← 丸太町通 →南             | 交差する道路 北← 丸太町通 →南       | 交差する場所 | 交差する場所   |                    |
| ----------------------------------------- | ----------------------------------- | ------------ | -------------- | ------------------ |
| <鹿ヶ谷通>                                | <鹿ヶ谷通>                          | 左京区       |                | 東↑ ∧丸太町通∨ ↓西 |
| 市道182号蹴上高野線 <白川通>              | 市道182号蹴上高野線 <白川通>        | 左京区       | 天王町         | 東↑ ∧丸太町通∨ ↓西 |
| <岡崎道>                                  |                                     | 左京区       |                | 東↑ ∧丸太町通∨ ↓西 |
| -                                         | ［桜馬場通>                         | 左京区       |                | 東↑ ∧丸太町通∨ ↓西 |
| 市道181号京都環状線 <東大路通>            | 市道181号京都環状線 <東大路通>      | 左京区       | 東山丸太町     | 東↑ ∧丸太町通∨ ↓西 |
| <川端通>                                  | <川端通>                            | 左京区       | 川端丸太町     | 東↑ ∧丸太町通∨ ↓西 |
| 府道32号下鴨京都停車場線 <河原町通>       | 府道32号下鴨京都停車場線 <河原町通> | 上京区       | 河原町丸太町   | 東↑ ∧丸太町通∨ ↓西 |
| [柳馬場通>                                | [柳馬場通>                          | 上京区       | 丸太町柳馬場   | 東↑ ∧丸太町通∨ ↓西 |
| 国道367号 <烏丸通>                        | 国道367号 <烏丸通>                  | 上京区       | 烏丸丸太町     | 東↑ ∧丸太町通∨ ↓西 |
| <釜座通>                                  | <釜座通>                            | 上京区       | 府庁前         | 東↑ ∧丸太町通∨ ↓西 |
| 府道38号京都広河原美山線 <堀川通>         | 府道38号京都広河原美山線 <堀川通>   | 上京区       | 堀川丸太町     | 東↑ ∧丸太町通∨ ↓西 |
| <智恵光院通>                              | <智恵光院通>                        | 上京区       | 丸太町智恵光院 | 東↑ ∧丸太町通∨ ↓西 |
| <千本通>                                  | 府道111号二条停車場円町線 <千本通>  | 上京区       | 千本丸太町     | 東↑ ∧丸太町通∨ ↓西 |
| <千本通>                                  | 府道111号二条停車場円町線 <千本通>  | 中京区       | 千本丸太町     | 東↑ ∧丸太町通∨ ↓西 |
| <七本松通>                                | <七本松通>                          | 丸太町七本松 |                | 東↑ ∧丸太町通∨ ↓西 |
| <御前通>                                  | <御前通>                            | 丸太町御前   |                | 東↑ ∧丸太町通∨ ↓西 |
| 市道181号京都環状線 <西大路通>            | 市道181号京都環状線 <西大路通>      | 円町         |                | 東↑ ∧丸太町通∨ ↓西 |
| <佐井通>                                  |                                     |              |                | 東↑ ∧丸太町通∨ ↓西 |
| <馬代通>                                  | <馬代通>                            | 馬代通丸太町 |                | 東↑ ∧丸太町通∨ ↓西 |
| 府道129号花園停車場大将軍線 <妙心寺道]    | -                                   | 右京区       | 妙心寺前       | 東↑ ∧丸太町通∨ ↓西 |
| -                                         | 府道131号花園停車場広隆寺線         | 右京区       | 花園駅前       | 東↑ ∧丸太町通∨ ↓西 |
| 府道130号花園停車場御室線 <上ノ下立売通］ | -                                   | 右京区       |                | 東↑ ∧丸太町通∨ ↓西 |
| 国道162号 <天神川通>                      | 国道162号 <天神川通>                | 右京区       | 双ヶ丘         | 東↑ ∧丸太町通∨ ↓西 |
| <山越通］                                 | -                                   | 右京区       | 丸太町山越通   | 東↑ ∧丸太町通∨ ↓西 |
| 府道29号宇多野嵐山山田線 <清滝道>         | 府道29号宇多野嵐山山田線 <清滝道>   | 右京区       | 丸太町通清滝道 | 東↑ ∧丸太町通∨ ↓西 |
| 府道29号宇多野嵐山山田線 <長辻通>         |                                     | 右京区       |                | 東↑ ∧丸太町通∨ ↓西 |

## 交通量
2005年度（平成17年度道路交通センサスより）
平日24時間交通量（台）
- 右京区太秦北路町：20,011